# Grafton (Illinois)
Grafton je grad u američkoj saveznoj državi Ilinois. Prema popisu stanovništva iz 2010. u njemu je živjelo 674 stanovnika.